# المسراء (أفلح اليمن)

تعديل مصدري - تعديل

المسراء هي إحدى قرى عزلة الجوان والقطابية بمديرية أفلح اليمن التابعة لمحافظة حجة، بلغ تعداد سكانها 293 نسمة حسب تعداد اليمن لعام 2004.